# Ferrari 575
Der Ferrari 575 ist ein Sportwagen, der von 2002 bis 2006 von Ferrari produziert wurde. Er wurde als Coupé 575M Maranello und im Jahr 2005 auch als Roadster 575 Superamerica angeboten.

## Geschichte und Beschreibung
Der Ferrari 575 löste 2002 den 550 ab, von dem er die nur leicht retuschierte Karosserie übernahm. Der 575 bekam jedoch einen größeren Motor mit 5,75 statt 5,5 l Hubraum, daher der neue Name. Zusätzlich wurde der Zahl ein M für Modificato  angehängt.
Die Cabriovariante Barchetta wurde beim Modellwechsel zum 575 eingestellt. Erst im letzten Produktionsjahr (2005) des 575 legte Ferrari eine Kleinserie mit dem Namen Superamerica auf. Die auf 559 Exemplare limitierten Superamerica bekamen eine spezielle Dachkonstruktion aus Kohlenstofffaser und Glas. Sie war an einer festen Achse hinter den Kopfstützen befestigt und konnte um 180 Grad nach hinten auf die Kofferraumklappe gedreht abgelegt werden. So wandelte sich das Coupé zum Targamodell. Für diese Serie wurde der Motor so modifiziert, dass er wie im Ferrari 612 Scaglietti 397 kW (540 PS) leistete.
Seit 2003 war wahlweise auch das F1-Getriebe erhältlich. Das aus der Formel 1 abgeleitete System ermöglicht das Schalten über Schaltwippen hinter dem Lenkrad. Rechts wird raufgeschaltet und links runter. Je nach gewähltem Einstellungsprogramm, Komfort oder Sport, ändern sich die Schaltzeiten von kurz auf sehr kurz. Der Maranello F1 beschleunigt mit dem halbautomatischen Getriebe rund fünf Zehntelsekunden schneller als ein handgeschalteter.
Von 2003 bis 2005 wurde auf Basis des Fahrzeugs der Gran-Turismo-Rennwagen Ferrari 575 GTC produziert.
Im Jahr 2005 war der 575 wahlweise auch mit dem speziellen Fahrwerkspaket GTC handling package erhältlich.

Anfang 2006 wurden die letzten 575 hergestellt. Kurz darauf erschien der Nachfolger Ferrari 599.

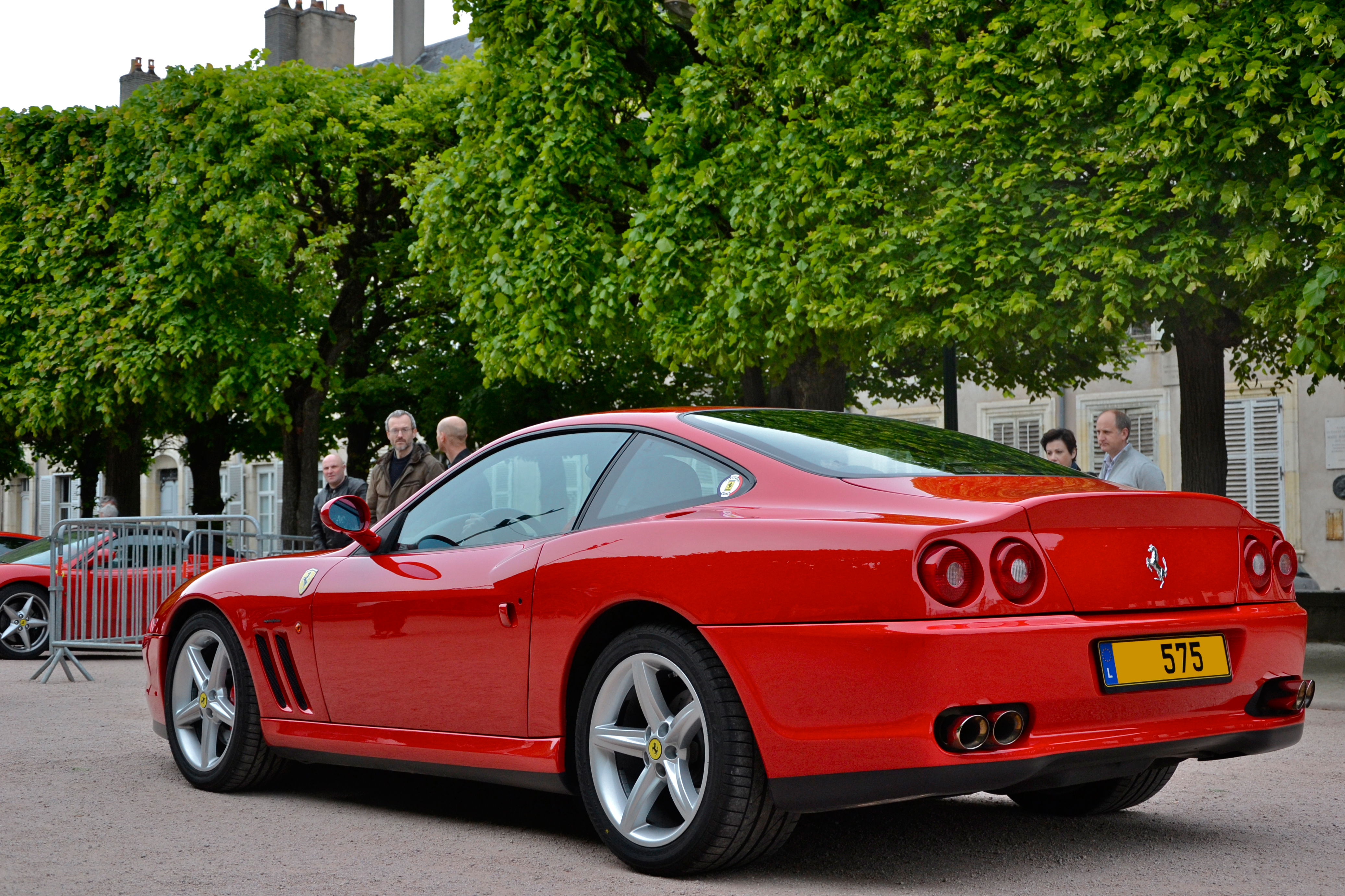
Heckansicht 575M Maranello
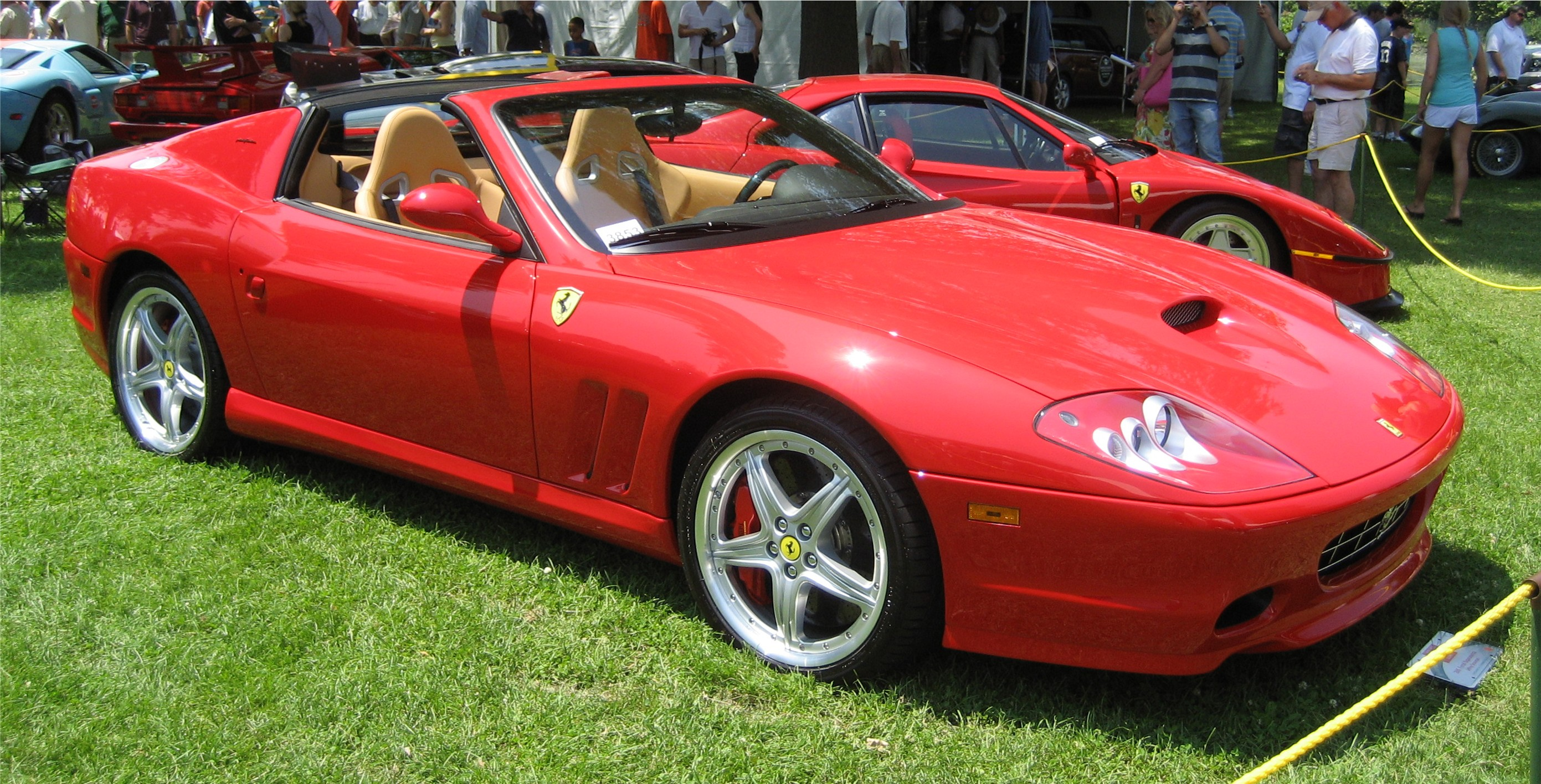
Ferrari 575 Superamerica

## Sondermodell 575 GTZ
Ein spezieller 575M wurde von Zagato für den japanischen Ferrari-Sammler Yoshiyuki Hayashi gebaut und auf dem Genfer Automobilsalon 2006 angekündigt. Der 575 GTZ wurde als Reminiszenz an den 250 GT Berlinetta Zagato und zur Feier des 50-jährigen Jubiläums der 250er-Baureihe entworfen und hat die typische Designsprache Zagatos: die Doppelwulst-Dachlinie (Double Bouble), eine stark veränderte Karosserie, die an das Styling der Ferrari-Modelle der 1960er Jahre erinnert sowie eine zweifarbige Lackierung. Insgesamt wurden sechs Fahrzeuge gebaut, die später durch drei offene Varianten auf der Basis des früheren Ferrari 550 ergänzt wurden (Ferrari 550 GTZ Barchetta). Die mechanischen Komponenten blieben unverändert. Den Aufbau der Autos übernahm der Turiner Spezialbetrieb Golden Car.

## Technische Daten
| Ferrari:             | 575M Maranello               | 575 Superamerica             |
| -------------------- | ---------------------------- | ---------------------------- |
| Motorbauart:         | V12-Ottomotor                | V12-Ottomotor                |
| Einbaulage           | Vorn längs                   | Vorn längs                   |
| Ventile/Nockenwellen | 4 pro Zylinder/4             | 4 pro Zylinder/4             |
| Hubraum:             | 5748 cm³                     | 5748 cm³                     |
| Bohrung × Hub        | 89,0 × 77,0 mm               | 89,0 × 77,0 mm               |
| Verdichtung          | 11,0:1                       | 11,0:1                       |
| Leistung:            | 379 kW (515 PS) bei 7250/min | 397 kW (540 PS) bei 7250/min |
| Drehmoment:          | 589 Nm bei 5250/min          | 589 Nm bei 5250/min          |
| Vmax:                | 325 km/h                     | 320 km/h                     |
| 0–100 km/h:          | 4,3 s                        | 4,2 s                        |
| 0–200 km/h:          | 14,0 s                       | k. A.                        |
| Verbrauch:           | 21,7 l/100 km                | 21,7 l/100 km                |
| Tankinhalt:          | 105 l                        | 105 l                        |
| Leergewicht:         | 1730 kg                      | 1790 kg                      |